# Chronique des rivages de l'Ouest

Chroniques des rivages de l'Ouest (titre original : Annals of the Western Shore) est une trilogie de romans jeunesse écrits par Ursula K. Le Guin.
Le premier tome, Dons est publié en 2004 et traduit en français en 2010. Le deuxième tome Voix est publié en 2006 et traduit en français en 2010. Le troisième tome, Pouvoirs est publié en 2007 et traduit en français en 2011. Il a obtenu le prix Nebula du meilleur roman en 2008.
Les livres de la trilogie ont des personnages principaux et des décors différents, mais ils partagent le même monde imaginaire et sont liés par des personnages et des lieux récurrents. Leurs intrigues se déroulent dans de petites cités-États indépendantes, dans une région fertile sur la côte ouest d'une masse continentale, dans un monde qui n'est pas spécifié. La culture est généralement de niveau médiéval, avec un artisanat traditionnel mais pas de technologie avancée. Les protagonistes de Dons réapparaissent en tant que personnages secondaires ou mineurs dans les livres suivants.